# Кассиан (епископ Рязанский)
Епископ Кассиан (ум. 21 октября 1556, Кирилло-Белозерский монастырь) — епископ Русской православной церкви, епископ Рязанский и Муромский.

## Епископ
Был иноком одного из заволжских монастырей.
В начале 1551 года рукоположён во епископа Рязанского, хиротонию возглавил митрополит Макарий. В этом же году Кассиан участвует в знаменитом Стоглавом Соборе, перед которым стояла задача обновления русской церкви, очищение её от недостатков, улучшение её жизни во всех отношениях.
Кассиан участвует в Соборе 1553 года по поводу ереси Башкина. Как сообщает источник, в ходе собора он выступил в защиту своего старца Исаака Белобаева, обвинённого в ереси. Вероятно в связи с этим он выступил и против «Просветителя» Иосифа Волоцкого, который был использован на соборе как источник, пользующийся несомненным авторитетом. Источник сообщает, что после этого рязанского епископа разбил паралич, что было истолковано как Божья кара. Кассиан должен был оставить кафедру и удалился в Кирилло-Белозерский монастырь. Этот же источник сообщает о неком богословском споре, в котором Кассин доказывал невозможность называть Христа Бога Вседержителем. Автор приводит аргументы против и довершает рассказ о поездке Кассиана в монастырь Дмитрия Прилуцкого. В монастыре Кассиан требовал себе почестей в соответствии с епископским саном, но не получил их. После этого он удалился в Кирило-Белозерский монастырь, где 21 октября 1556 года скончался. Похоронен в паперти Успенского собора (правая сторона, у передних дверей) Кирилло-Белозерского монастыря.